# Lista de deputados estaduais do Rio Grande do Sul da 37.ª legislatura
Esta é uma lista de deputados da 37ª Legislatura da Assembleia legislativa do Rio Grande do Sul, que foram eleitos e assumiram em 1947, logo após o fim da Era Vargas, com mandatos até 1951:

## Composição das bancadas
| Partido | Líder                        | Bancada | Posição      |
| ------- | ---------------------------- | ------- | ------------ |
| PTB     | Guilherme Mariante           | 23 / 55 | Oposição     |
| PSD     | Nestor Jost                  | 16 / 55 | Governo      |
| PL      | Antônio Maria da Silva Filho | 5 / 55  | Independente |
| PRP     | Carlos Maurício Werlang      | 4 / 55  | Governo      |
| UDN     | Bruno Born                   | 4 / 55  | Independente |
| PCB     | Dionélio Machado             | 3 / 55  | Governo      |

## Deputados estaduais
| Número | Nome                                | Votação | Partido | Cidade onde nasceu   | Unidade federativa |
| 14167  | José Diogo Brochado da Rocha        | 20.452  | PTB     | Porto Alegre         | Rio Grande do Sul  |
| 44125  | Wolfran Metzler                     | 10.508  | PRP     | Sapiranga            | Rio Grande do Sul  |
| 14566  | Celeste Gobbato                     | 8.582   | PTB     | Volpago del Montello | Itália             |
| 41647  | Oscar Carneiro da Fontoura          | 7.716   | PSD     | Dom Pedrito          | Rio Grande do Sul  |
| 41280  | Hermes Pereira de Sousa             | 7.173   | PSD     | São Borja            | Rio Grande do Sul  |
| 41382  | Albano José Wolkmer                 | 6.922   | PSD     | Vacaria              | Rio Grande do Sul  |
| 14610  | Fernando Ferrari                    | 6.694   | PTB     | São Pedro do Sul     | Rio Grande do Sul  |
| 41478  | Tarso de Morais Dutra               | 6.612   | PSD     | Porto Alegre         | Rio Grande do Sul  |
| 41122  | Nicanor da Luz                      | 6.499   | PSD     | Santa Maria          | Rio Grande do Sul  |
| 41901  | Américo Godói Ilha                  | 6.453   | PSD     | Cachoeira do Sul     | Rio Grande do Sul  |
| 14922  | Odílio Martins de Araújo            | 6.198   | PTB     | Rio Grande           | Rio Grande do Sul  |
| 41623  | Guilherme Alfredo Oscar Hildebrand  | 6.132   | PSD     | Santa Cruz do Sul    | Rio Grande do Sul  |
| 44250  | Luís Alexandre Compagnoni           | 6.024   | PRP     | São Marcos           | Rio Grande do Sul  |
| 14343  | Aquiles Mincarone                   | 5.962   | PTB     | Caxias do Sul        | Rio Grande do Sul  |
| 41775  | Nestor Jost                         | 5.721   | PSD     | Candelária           | Rio Grande do Sul  |
| 14195  | Egídio Michaelsen                   | 5.505   | PTB     | São Sebastião do Caí | Rio Grande do Sul  |
| 14621  | Álvaro Ribeiro Pereira              | 5.382   | PTB     | Viamão               | Rio Grande do Sul  |
| 41913  | Reinaldo Roesch                     | 5.104   | PSD     | Bremen               | Alemanha           |
| 14833  | Guido Giacomazzi                    | 5.049   | PTB     | Esteio               | Rio Grande do Sul  |
| 41910  | Antônio José Campani                | 4.481   | PSD     | Porto Alegre         | Rio Grande do Sul  |
| 41454  | Joaquim Duval                       | 4.285   | PSD     | Pelotas              | Rio Grande do Sul  |
| 42811  | Edgar Luís Schneider                | 4.239   | PL      | Porto Alegre         | Rio Grande do Sul  |
| 14812  | João Belchior Marques Goulart       | 4.150   | PTB     | São Borja            | Rio Grande do Sul  |
| 14845  | Paulo Costa da Silva Couto          | 4.010   | PTB     | Guaíba               | Rio Grande do Sul  |
| 41794  | Frederico Guilherme Schmidt         | 3.985   | PSD     | São Leopoldo         | Rio Grande do Sul  |
| 41490  | Francisco Brochado da Rocha         | 3.977   | PSD     | Porto Alegre         | Rio Grande do Sul  |
| 41173  | Astério de Melo                     | 3.975   | PSD     | Pelotas              | Rio Grande do Sul  |
| 14283  | Leonel de Moura Brizola             | 3.839   | PTB     | Carazinho            | Rio Grande do Sul  |
| 41325  | Jacinto Marinho Fernandes da Rosa   | 3.836   | PSD     | Uruguaiana           | Rio Grande do Sul  |
| 41828  | Luciano Correia Machado             | 3.768   | PSD     | Palmeira das Missões | Rio Grande do Sul  |
| 22482  | Osvaldo Bastos                      | 3.763   | UDN     | Passo Fundo          | Rio Grande do Sul  |
| 14393  | Unirio Carrera Machado              | 3.707   | PTB     | Santo Ângelo         | Rio Grande do Sul  |
| 14854  | Raimundo Fiorelo Zanin              | 3.624   | PTB     | Alvorada             | Rio Grande do Sul  |
| 14948  | Ataliba Figueiredo da Paz           | 3.515   | PTB     | Santo Ângelo         | Rio Grande do Sul  |
| 14940  | Floriano Neves da Fontoura          | 3.472   | PTB     | Cachoeira do Sul     | Rio Grande do Sul  |
| 14134  | João Nunes de Campos                | 3.419   | PTB     | São Leopoldo         | Rio Grande do Sul  |
| 14331  | César José dos Santos               | 3.389   | PTB     | Soledade             | Rio Grande do Sul  |
| 14551  | Rodrigo Magalhães dos Santos        | 3.364   | PTB     | Bento Gonçalves      | Rio Grande do Sul  |
| 14513  | José Germano Sperb                  | 3.322   | PTB     | Bagé                 | Rio Grande do Sul  |
| 14353  | Humberto Gobbi                      | 3.165   | PTB     | Lajeado              | Rio Grande do Sul  |
| 14452  | Afonso de Assunção Viana            | 2.933   | PTB     | Gravataí             | Rio Grande do Sul  |
| 14436  | João Lino Braun                     | 2.904   | PTB     | Estrela              | Rio Grande do Sul  |
| 14876  | Guilherme Mariante                  | 2.879   | PTB     | Novo Hamburgo        | Rio Grande do Sul  |
| 42603  | Carlos de Brito Velho               | 2.809   | PL      | Porto Alegre         | Rio Grande do Sul  |
| 42679  | Mem de Sá Azambuja                  | 2.552   | PL      | Porto Alegre         | Rio Grande do Sul  |
| 42652  | Henrique Fonseca de Araújo          | 2.455   | PL      | Porto Alegre         | Rio Grande do Sul  |
| 22699  | Vítor Oscar Graeff                  | 2.337   | UDN     | Erechim              | Rio Grande do Sul  |
| 21301  | Otto Alcides Ohlweiler              | 2.327   | PCB     | Porto Alegre         | Rio Grande do Sul  |
| 21565  | Antônio Ribas Pinheiro Machado Neto | 2.231   | PCB     | Sapucaia do Sul      | Rio Grande do Sul  |
| 42532  | Antônio Maria da Silva Filho        | 2.221   | PL      | Canoas               | Rio Grande do Sul  |
| 22211  | Daniel Krieger                      | 2.205   | UDN     | São Luiz Gonzaga     | Rio Grande do Sul  |
| 22919  | Bruno Born                          | 2.162   | UDN     | Lajeado              | Rio Grande do Sul  |
| 44344  | Carlos Maurício Werlang             | 2.058   | PRP     | Santa Cruz do Sul    | Rio Grande do Sul  |
| 21924  | Dionélio Machado                    | 1.876   | PCB     | Quaraí               | Rio Grande do Sul  |
| 44765  | Helmuth Closs                       | 1.809   | PRP     | Ijuí                 | Rio Grande do Sul  |